# Mondrepuis
Mondrepuis je francouzská obec v departementu Aisne v regionu Hauts-de-France. V roce 2011 zde žilo 1 003 obyvatel.

## Sousední obce
Anor (Nord), Clairfontaine, Fourmies (Nord), Hirson, Neuve-Maison, Ohis, Wimy

## Vývoj počtu obyvatel
Počet obyvatel 